# Peritelus
Peritelus Germar, 1824 è un genere di insetti coleotteri appartenente alla famiglia dei Curculionidi, alla sottofamiglia delle Entimine e alla tribù dei Peritelini, diffuso in Europa e in Asia centrale.

## Ecologia
Le larve di questo genere (ad eccezione della specie Peritelus leucogrammus) vivono nella terra.Gli adulti preferiscono erbe e piante erbacee, più raramente gli arbusti.

## Elenco delle specie
Secondo Catalogue of Life (30 agosto 2014) :
- Peritelus adusticornis
- Peritelus aequatorialis
- Peritelus agglutinans
- Peritelus albidus
- Peritelus albocoronatus
- Peritelus amorei
- Peritelus amplicollis
- Peritelus andreae
- Peritelus angulicollis
- Peritelus aquilus
- Peritelus astragali
- Peritelus aureolus
- Peritelus australis
- Peritelus balachowskyi
- Peritelus balearicus
- Peritelus baudii
- Peritelus bellicus
- Peritelus biimpressus
- Peritelus bisignatus
- Peritelus brevicollis
- Peritelus brevipennis
- Peritelus brevirostris
- Peritelus brucki
- Peritelus callosus
- Peritelus caprasiae
- Peritelus caucasicus
- Peritelus chrysorhoeus
- Peritelus chrysorrhaeus
- Peritelus chrysorrhoeus
- Peritelus clairi
- Peritelus congoanus
- Peritelus coniceps
- Peritelus conicirostris
- Peritelus corsicus
- Peritelus crassicornis
- Peritelus crassulicornis
- Peritelus cremieri
- Peritelus cruciatus
- Peritelus curticollis
- Peritelus damryi
- Peritelus delicatulus
- Peritelus distinguendus
- Peritelus diversipennis
- Peritelus djurjurensis
- Peritelus echidna
- Peritelus edoughensis
- Peritelus elegantulus
- Peritelus elongatulus
- Peritelus exiguus
- Peritelus fagniezi
- Peritelus fallaciosus
- Peritelus fallens
- Peritelus familiaris
- Peritelus famularis
- Peritelus ferdinandi
- Peritelus flavipennis
- Peritelus florentinus
- Peritelus foveithorax
- Peritelus fulvipes
- Peritelus furinus
- Peritelus gallina
- Peritelus globulicollis
- Peritelus globulus
- Peritelus gougeleti
- Peritelus gracilentus
- Peritelus gracilis
- Peritelus granulosus
- Peritelus grenieri
- Peritelus griseus
- Peritelus grouvellei
- Peritelus hamatus
- Peritelus hariolus
- Peritelus harriolus
- Peritelus henoni
- Peritelus hirticornis
- Peritelus hispalensis
- Peritelus hispanus
- Peritelus hispidulus
- Peritelus hispidus
- Peritelus holdhausi
- Peritelus humeralis
- Peritelus hybridus
- Peritelus infuscatus
- Peritelus insularis
- Peritelus intersetosus
- Peritelus inviridis
- Peritelus italus
- Peritelus kenyae
- Peritelus kiesenwetteri
- Peritelus kraatzi
- Peritelus laetus
- Peritelus lameyi
- Peritelus lateralis
- Peritelus latifrons
- Peritelus latiscrobs
- Peritelus latithorax
- Peritelus leptosphaeroides
- Peritelus leucogrammus
- Peritelus leucophoeus
- Peritelus leveillei
- Peritelus liguricus
- Peritelus logesi
- Peritelus longior
- Peritelus lopezi
- Peritelus lostiae
- Peritelus magnicollis
- Peritelus major
- Peritelus maroccanus
- Peritelus marqueti
- Peritelus microphthalmus
- Peritelus minimus
- Peritelus minor
- Peritelus minuscula
- Peritelus minutissimus
- Peritelus minutus
- Peritelus mixtus
- Peritelus mononychus
- Peritelus muricatus
- Peritelus muscicola
- Peritelus muscorum
- Peritelus mutatus
- Peritelus neapolitanus
- Peritelus necessarius
- Peritelus nicaeensis
- Peritelus nigrans
- Peritelus nigripes
- Peritelus normandi
- Peritelus noxius
- Peritelus obesus
- Peritelus obscurus
- Peritelus ochsi
- Peritelus olivieri
- Peritelus oranensis
- Peritelus ornatus
- Peritelus paganettii
- Peritelus parvulus
- Peritelus peyerimhoffi
- Peritelus pfisteri
- Peritelus pici
- Peritelus planidorsis
- Peritelus platysomus
- Peritelus poutiersi
- Peritelus prolixus
- Peritelus promissus
- Peritelus puncticollis
- Peritelus pygmaeus
- Peritelus querulus
- Peritelus raffrayi
- Peritelus reitteri
- Peritelus robusticornis
- Peritelus rubripes
- Peritelus rudicollis
- Peritelus rudis
- Peritelus ruficolor
- Peritelus ruficornis
- Peritelus rufus
- Peritelus rusticus
- Peritelus sardous
- Peritelus sassariensis
- Peritelus schoenherri
- Peritelus sedilloti
- Peritelus seidlitzi
- Peritelus seminulum
- Peritelus senex
- Peritelus sentinus
- Peritelus separatus
- Peritelus setabensis
- Peritelus setulifer
- Peritelus setulosus
- Peritelus siculus
- Peritelus silvestrii
- Peritelus simoni
- Peritelus sinuatus
- Peritelus sordidus
- Peritelus sphaeroides
- Peritelus squamans
- Peritelus squamulatus
- Peritelus stagnalis
- Peritelus stierlini
- Peritelus strigirostris
- Peritelus subargentatus
- Peritelus subconiceps
- Peritelus subcylindricus
- Peritelus subdepressus
- Peritelus subplanus
- Peritelus subsetosus
- Peritelus sulcatulus
- Peritelus sulcirostris
- Peritelus susanae
- Peritelus suturellus
- Peritelus tauri
- Peritelus tenietensis
- Peritelus tenuicornis
- Peritelus testaceicornis
- Peritelus testatus
- Peritelus theryi
- Peritelus trivialis
- Peritelus uniformis
- Peritelus vallis-clausae
- Peritelus variegatus
- Peritelus vauclusianus
- Peritelus villosicollis
- Peritelus vitalei